# A mia madre piacciono le donne
A mia madre piacciono le donne (A mi madre le gustan las mujeres) è un film del 2001 diretto da Inés París e Daniela Fejerman. 
La trama si concentra sulla vita e sul nuovo amore di Sofia, madre di tre figlie.

## Trama
Jimena, Elvira e Sol sono tre sorelle molto diverse tra loro: la prima è una donna sposata e con un figlio piccolo, la seconda lavora in una casa editrice ed è un'aspirante scrittrice, ansiosa e insicura, e la terza è una ragazza spigliata ed energica. Un giorno si presentano al compleanno della madre Sofia da poco divorziata, entusiaste di conoscere il suo nuovo partner. La madre le avverte che la persona con cui sta è più giovane di lei, è nata nella Repubblica Ceca, che è una pianista come lei e, per finire, che è una donna, il cui nome è Eliska. 
La scoperta dell'omosessualità della madre sembra sconvolgere la vita delle figlie e ognuna reagisce in maniera differente: Elvira trova particolarmente difficile accettare la notizia, Jimena è scettica al riguardo, mentre Sol, la più giovane delle tre, è entusiasta e dedica alla madre una canzone (A mi madre le gustan las mujeres), che però non suscita l'entusiasmo sperato, in quanto Elvira è tremendamente imbarazzata, il marito di Jimena se ne va disgustato dopo aver litigato con la moglie e Sofia rimprovera Sol per aver esposto la sua omosessualità in quel modo. Così le ragazze si coalizzano per allontanare dalle loro vite la nuova arrivata, convinte anche che Eliksa stia con la loro madre solo per convenienza, dal momento che in Spagna non ha né lavoro né soldi suoi. Usando una gita al lago come pretesto, Sol tenta di sedurre Eliska, ma Elvira le raggiunge in barca e la sorella minore per togliersela dai piedi la spinge in acqua. Mentre si sta asciugando, Elvira chiacchiera con Eliska e le due sembrano andare d'accordo; così Jimena e Sol il giorno dopo dicono a Elvira che dovrà essere lei a provarci con Eliska per allontanarla dalla loro madre. Elvira però è inorridita al pensiero di essere effettivamente attratta dalle donne e si sfoga con il suo psicanalista in merito, ma questi ne approfitta per molestarla; al che Elvira fugge disgustata, giurandogli di non tornare mai più. 
Successivamente va a trovare il padre e gli chiede se dopo aver divorziato da Sofia fosse ancora innamorato di lei. Lui le rivela che il loro matrimonio non è mai stato davvero felice, per le personalità e interessi troppo diversi della coppia, aggiungendo che Elvira somiglia alla madre più di quanto creda e che deve solo trovare la fiducia in sé stessa. Ricordando queste parole, una sera Elvira esce a cena con Miguel, uno scrittore del quale è innamorata, ricambiata, e tenta di dichiarargli i suoi sentimenti; tuttavia l'arrivo imprevisto della madre Sofia accompagnata da Eliska la interrompe e, dopo aver rivelato a bruciapelo a Miguel che sua madre è fidanzata con una donna, Elvira finisce per farsi prendere dal panico e caccia via Miguel. Afflitta, trova la madre ed Eliska a un tavolo, e vedendola in lacrime, quest'ultima si offre di accompagnarla a bere qualcosa per distrarsi. Dopo aver passato la serata assieme, le due vanno a casa di Elvira, entrambe ubriache, e quest'ultima bacia la pianista sull'onda emotiva del momento. Eliska però le dice che non può fare una cosa simile, perché ama Sofia e non vuole farla soffrire, ed Elvira ci rimane male. La mattina dopo Sofia chiama Elvira, chiedendole dove si trovi Eliska e la figlia le mente, dicendole che non lo sa. Tuttavia, quando Eliska torna a casa da Sofia, quest'ultima le chiede dove sia stata tutta la notte e lei le risponde con onestà, ossia che si trovava a casa di Elvira. Tuttavia Sofia, ricordando le parole della figlia, non crede a Eliska e la prega di essere onesta con lei; triste per la mancanza di fiducia della partner e non sentendosi accettata lì, Eliska decide di tornare a Praga e scrive una lettera a Sofia spiegandole i motivi del suo gesto. 
L'abbandono di Eliska segna profondamente la donna, che una sera, durante un concerto, si sente male e sviene. Le sue figlie e il marito la riportano a casa e le danno un tranquillante, e solo allora Elvira confessa alle sorelle di aver baciato Eliska e di sentirsi responsabile per quello che è successo. Dopo un iniziale momento di sconforto, Elvira prende in mano la situazione e convince Jimena e Sol a raggiungere Eliska e parlarle. Durante il tragitto all'aeroporto Jimena, mentre sta discutendo animatamente con suo marito al telefono, tampona per sbaglio il camion di un fiorista, Javier, che fortunatamente non la prende male e si offre di accompagnarle fino all'aeroporto. Le tre sorelle arrivano così a Praga e trovano la casa di Eliska, dove la pianista vive con i fratelli e la nonna. Pur amando ancora Sofia e dispiaciuta di sapere cosa le sia accaduto al concerto, Eliska non è sicura di lasciare il suo Paese; alla fine però le tre sorelle riescono a convincerla e finalmente Sofia ed Eliska si riuniscono felici. Tutto finisce per il meglio, con Jimena che sposa il fiorista Javier, dopo aver divorziato dal marito, Sol che si fidanza con uno dei fratelli di Eliska ed Elvira che finalmente trova il coraggio di lasciare il suo lavoro per diventare scrittrice e dichiararsi a Miguel. 
Eliska ed Elvira si sposano lo stesso giorno con i rispettivi partner, cosicché Eliska possa vivere tranquillamente in Spagna senza più doversi preoccupare per il permesso di soggiorno.

## Riconoscimenti
- 2002 - Torino Gay & Lesbian Film Festival
  - Miglior lungometraggio
- 2003 - Fotogrammi d'argento
  - Miglior attrice a Leonor Watling